# Mikhail Kalasjnikov
Mikhail Timofejevitj Kalasjnikov (russisk: Михаи́л Тимофе́евич Кала́шников, tr. Mikhaíl Timoféjevitj Kalásjnikov; født 10. november 1919 i Kurja, Altaj guvernement (nu Altaj kraj), død 23. december 2013 Isjevsk, Den Russiske Føderation) var en berømt russisk våbendesigner. Han var skaberen af den verdenskendte automatriffel AK-47.
Kalasjnikov var kampvognsofficer under 2. verdenskrig.